# 孫恩の乱
孫恩の乱（そんおんのらん）は、中国東晋末期の隆安3年（399年）11月に孫恩が起こした反乱。後の盧循の乱と合わせて、孫恩・盧循の乱と呼ばれることもある。

## 反乱前夜
孫恩の叔父にあたる孫泰（字は敬遠）は、五斗米道の師で不思議な術を使う杜炅に師事し、その死後秘術を受け継いで使うようになった。孫泰は神のようにあがめられ、誰もが全財産を差し出すようになった。
王珣は会稽王司馬道子を説いて、孫泰を広州に流した。広州刺史の王懐之は孫泰に鬱林郡の職務を取らせたので、そこの住民も帰依するようになっていった。
太子少傅（皇太子教育係）の王雅はかねてより孫泰と親しく、孝武帝に孫泰が養性術に詳しいことを申し上げたため、広州から呼び戻された。孫泰は徐州の主簿に任命され、さらに輔国将軍・新安郡太守となった。会稽王の世継ぎである司馬元顕も、秘術を授けてくれるように頼むようになった。
孫泰は各地で戦が始まるのを見て、晋の命脈は尽きかけていると考えた。そこで民衆を扇動し、密かに仲間を集めた。三呉地方（呉郡・会稽郡・呉興郡）の士人や庶民がこれにつき従った。当時朝廷の士人の誰もが、孫泰が反乱を起こすのではないかと恐れてはいたものの、彼が司馬元顕と親しくしていたため、あえてそのことを言い出すものはいなかった。しかし、会稽内史の謝輶がその陰謀を暴いたので、司馬道子は孫泰を死刑に処した。

## 孫恩の蜂起
孫泰の死後、甥である孫恩は海上の島（舟山群島説など諸説あり）に逃れた。信徒たちは孫泰が死んだという知らせを聞き、仙人になったと考えた。そのため島に赴いて物資を供給した。孫恩は亡命の徒を寄せ集めて100人余りを得たので、復讐しようと考えた。
隆安3年（399年）、司馬元顕が暴虐をほしいままにするようになると、呉郡・会稽郡の人々は安心して生活することができなくなった。孫恩はこの騒動に乗じて、海上から上虞を攻めて県令を殺し、続いて会稽郡を襲って内史の王凝之（王羲之の子）を殺した。このとき孫恩の軍勢は数万人に達していた。
これをきっかけに会稽郡の謝鍼・呉郡の陸瓌・呉興郡の丘尫・義興郡の許允之・臨海郡の周冑・永嘉郡の張永、それに東陽郡・新安郡などの民衆が一斉に蜂起し、郡の長史を殺して孫恩に呼応したため、10日ばかりの間に孫恩の軍勢は数十万人に膨れ上がった。孫恩は会稽を占領して征東将軍を名乗り、その一党を「長生人」と呼び、神のお告げと宣言して、自分たちに同調しないものを殺害させた。
朝廷では震え上がって内外に厳重な警戒を敷くとともに、衛将軍謝琰・鎮北将軍劉牢之を討伐に向かわせた。孫恩は劉牢之が浙江を渡ったのを知ると、男女20万人あまりを連れて海上に逃れた。その際道端に財宝や子女を捨てていったため、無事に逃れることができた。朝廷では謝琰を会稽内史に任命し、徐州の文官・武官を指揮して海浦（浙江省沿海部）一帯の防衛にあたらせた。

## 会稽攻略再び
隆安4年（400年）、孫恩は再び余姚へ入り、上虞を破って進撃した。謝琰は副官の劉宣之を派遣してこれを破って進撃を阻んだ。孫恩は退却したが数日後再び来襲して謝琰を殺した。朝廷では大恐慌をきたし、冠軍将軍桓不才・輔国将軍孫無終・寧朔将軍高雅之を派遣して攻撃させ、孫恩を海上に追いやった。そこで劉牢之を会稽に駐屯させ、呉郡内史の袁山松には砦を築かせ孫恩の襲撃に備えさせた。

## 孫恩軍の潰走
孫恩は再び浹口に上陸した。高雅之は敗北したが、劉牢之の攻撃により孫恩はまた海上に引き上げた。
孫恩は方向を転じて砦を襲撃し、袁山松を殺害した。そのまま海上から京口へと向かった。劉牢之は軍を率いて迎撃しようとしたが間に合わず、孫恩が先着する形勢になった。劉牢之の部下である劉裕は部隊を率いて揚子江のほとりで攻撃し、孫恩軍を大破した。孫恩はまた船に逃げ込んだ。
孫恩はまた兵を集めて首都に向かおうとしたが、朝廷が軍隊を配置して待ち受けているのを見ると、新洲まで進んだだけで退却した。退却途中、揚子江北岸の広陵を襲撃して陥落させ、次いで海上に出て北に進路を取った。劉裕は劉敬宣（劉牢之の子）と軍隊を合流させて追撃して大破し、とうとう孫恩を遥か海上に追い払った。

## 乱の鎮定
元興元年（402年）、桓玄が朝廷の実権を掌握すると、孫恩は再び臨海郡を襲撃したが、太守の辛景はこれを迎撃して破った。孫恩は追い詰められ、海に身を投じた。数百人ほどの仲間が、孫恩を「水仙」（水の仙人）と呼んでともに身を投げたという。
残党は、孫恩の妹婿である盧循を首領にして、抗戦を続けた。